# كينوكو نو ياما (حلوى)

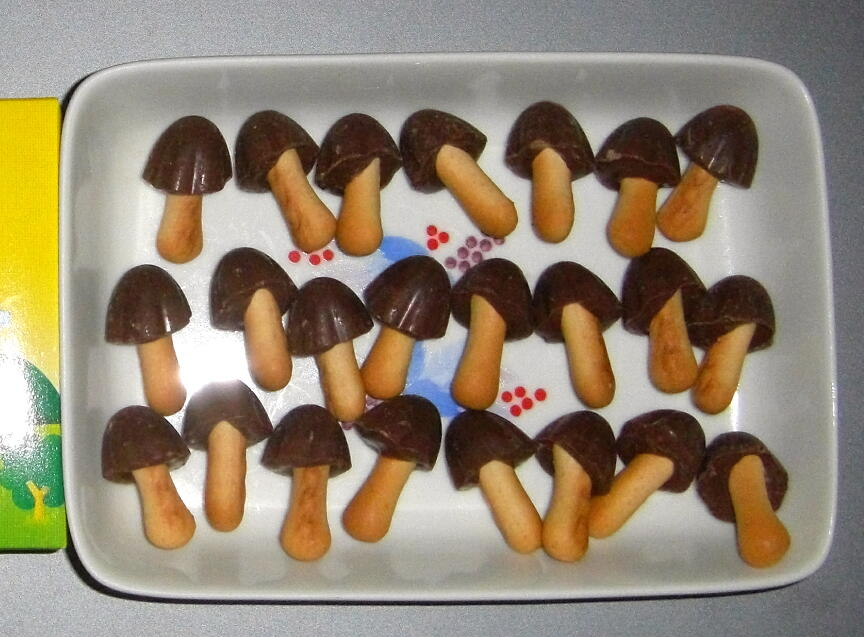
حلوة كينوكو نو ياما

كينوكو نو ياما أو (باللغة اليابانية: きのこの山) تحمل هذه العلامة التجارية إسم Chocorooms في الولايات المتحدة الأمريكية، هي نوع من أنواع الوجبات الخفيفة أو الحلويات اليابانية من إنتاج شركة ميجي سيكا . وهي مصنوعة على شكل فطر صغير. كينوكو باللغة اليابانية تعني "الفطر" وياما تعني "الجبل". يتكون "جذع" الفطر من نوع من البسكويت والجزء العلوي من مصنوع من الشوكولاتة. على الرغم من أن الشوكولاتة هي النكهة الأكثر شيوعا ، إلا أنها قد تأتي حلوى كينوكو نو ياما في العديد من النكهات الأخرى.

## منتجات مشابهة لحلوة كينوكو نو ياما
في عام 1984, تم إنتاج حلوة مشابه في الشكل وأيضا في المذاق الحلوة كينوكو نو ياما. هذه الحلوة المشابه من إنتاج كوري تحمل إسم Choco Sonic

## البيع
تم بيع حلوى كينوكو نو ياما لأول مرة في عام 1975.

## للقراءة المتعمقة
- Japan Quality Review vol.1 201105 (بالإنجليزية). Japan Quality Review. GGKEY:SYG91RPDKLT. Archived from the original on 2023-03-14. Retrieved 2017-11-15.